# Месиас дос Сантос, Леандро
Леа́ндро Месси́ас до Са́нтос (порт.-браз. Leandro Messias dos Santos; 29 декабря 1983, Нова-Игуасу, штат Рио-де-Жанейро, Бразилия) — бразильский футболист, защитник клуба «Сталь» (Мелец).

## Биография
Начал играть в футбол в Бразилии, выступал за клубы «Нова-Игуасу» и «Сеара». Летом 2008 года перешёл в болгарский «Черноморец» из города Бургас. Вместе с командой играл в Кубке Интертото, где провёл 4 матча. Зимой 2009 года покинул клуб и перешёл в бразильский клуб «Мескита» из одноимённого города. Летом 2009 года был на просмотре в немецком «Рот-Вайсс» (Оберхаузен).
В сентябре 2009 года перешёл в ужгородское «Закарпатье», контракт рассчитан до августа 2011 года. В Премьер-лиге дебютировал 4 октября 2009 года в матче против львовских «Карпат» (1:0). Леандро отыграл с первых минут, но на 83 минуте он был заменён на Александра Сытника. В 2011 году был отдан «Таврией» в аренду в «Волынь». В новой команде Леандро быстро стал игроком основного состава и вскоре был выкуплен у «Таврии». Выступал в луцком клубе под номером 2. В сентябре 2013 года вернулся в ужгородскую «Говерлу».
В июле 2014 года подписал годичный контракт с польской «Короной». В 2015 году перешёл в другой польский клуб «Гурник». В команде взял 2 номер.